# Thai PBS
Der Fernsehsender Thai PBS (thailändisch ไทยพีบีเอส) sendet als das sechste landesweit terrestrisch empfangbare Fernsehen in Thailand. Die Reichweite war jedoch noch begrenzt, da man über Antenne nur im analogen UHF-Bereich sendete. Die Bildqualität war jedoch besser und störungsfreier als bei den anderen landesweiten TV-Programmen die analog über VHF in Thailand sendeten. Die analoge Ausstrahlung wurde 2018 beendet. Eigentümer ist heute der staatliche TPBS (Thai Public  Broadcasting Service, thailändisch องค์การกระจายเสียงและแพร่ภาพสาธารณะแห่งประเทศไทย; kurz สสท).

## Geschichte
Der Sender ist aus dem privaten Fernsehsender iTV (Sendestart am 9. Mai 1995) hervorgegangen. ITV (Independent TV) war das einzige landesweite Vollprogramm, das nicht von der Regierung, der Armee oder dem ehemaligen Staatsbetrieb MCOT betrieben wurde. Es wurde nach den Massenprotesten gegen die militärgestützte Regierung von General Suchinda Kraprayoon und deren blutigen Niederschlagung im „Schwarzen Mai“ 1992 sowie öffentlicher Entrüstung über Zensur und voreingenommene Berichterstattung in den Staatsmedien gegründet. Eigentümer des Senders war das Amt des Premierministers, das der privaten Betreibergesellschaft von iTV für eine Gebühr von 230 Millionen Baht pro Jahr und eine Umsatzbeteiligung in Höhe von 6,5 % der Einnahmen eine dreißigjährige Lizenz erteilte. ITV war auferlegt, zu 70 % Nachrichten- und zu 30 % Unterhaltungsprogramme zu senden. Das Programm war für kritische Berichte und Dokumentationen bekannt. Seine Nachrichten wurden vom Verlag der Tageszeitung The Nation produziert. Insbesondere galt der Sender als kritisch gegenüber dem Unternehmer und Politiker Thaksin Shinawatra.
Als iTV im Jahr 2000 in finanziellen Schwierigkeiten war, kaufte Thaksins Shin Corporation kurz vor dem Wahlkampf, der zu seiner Wahl zum Ministerpräsidenten führte, den Sender. Die Zusammenarbeit mit der Nation Group und der Watchdog Group wurde beendet und damit auch die negative Einstellung gegenüber Thaksin. Journalisten, die sich nicht an der positiven Linie gegenüber Thaksin beteiligen wollten, wurden entlassen. Die wirtschaftliche Leistung von iTV verbesserte sich dagegen deutlich. Nach der Übernahme durch Thaksin klagte der Betreiber gegen die hohe Lizenzgebühr und die Auflage des 70:30-Verhältnisses für Nachrichtenprogramme. Ein Schiedsgericht gestand dem Sender 2004 eine niedrigere Gebühr und ein Verhältnis von 50:50 zu. Am 23. Januar 2006 verkaufte die Familie Shinawatra einen Großteil der Anteile der Shin Corp. an die Temasek Holdings eine Holdinggesellschaft der singapurischen Regierung. Das löste heftige Proteste aus, unter anderem weil dadurch die Kontrolle an einem thailändischen Fernsehsender ins Ausland fiel.
Nach dem Militärputsch gegen Thaksin im September 2006 klagte die neue Regierung von Surayud Chulanont gegen die 2004 zugunsten von iTV vorgenommene Änderung der Lizenzbedingungen. Das oberste Verwaltungsgericht gab dem Ministerpräsidenten Recht und verurteilte das Unternehmen zu einer Wiederherstellung der alten Verteilung der Programmanteile und zur Nachzahlung von Gebühren in Höhe von 76 Milliarden Baht. Das war für iTV untragbar und führte schließlich zur Insolvenz. Die Regierung zog daraufhin die Lizenz zurück und startete stattdessen das regierungseigene Programm TITV (Sendestart am 7. März 2007), mit deren Programmgestaltung sie ihre Abteilung für Öffentlichkeitsarbeit betraute. Sie beauftragte dann eine Task-Force mit der Ausarbeitung einer Möglichkeitsstudie, aus dem ehemaligen iTV ein nicht-kommerzielles, ausschließlich aus öffentlichen Mitteln finanziertes und inhaltlich „unabhängiges“ Programm zu schaffen. Im Januar 2008 wurde dann per Gesetz der Thai Public Broadcasting Service geschaffen. Er ging am 1. Februar 2008 auf Sendung. Das Programm wurde auf Dokumentationen und Kinderprogramme ausgerichtet und ist werbefrei. Thai PBS hatte im zweiten Quartal 2011 eine durchschnittliche Einschaltquote von 4,9 %.